# Les Égouts de Los Angeles
Les Égouts de Los Angeles (The Black Echo, dans l'édition originale en anglais américain) est un roman policier de Michael Connelly, paru initialement le 21 janvier 1992. C'est le premier roman mettant en scène le personnage d'Harry Bosch, inspecteur au LAPD.

## Résumé
Après avoir servi pendant la guerre du Viêt Nam, Harry Bosch a rejoint le Los Angeles Police Department. Il a travaillé pendant dix ans à la division d'élite des vols et homicides. Cependant, après avoir tué le principal suspect dans l'affaire que les journalistes présentent sous le nom de Dollmaker, il a été suspendu un mois puis rétrogradé à la brigade criminelle du commissariat de Hollywood. Mais la résolution de cette affaire a fait de l'inspecteur Bosch une petite célébrité : un journaliste du Los Angeles Times a écrit un livre sur l'affaire Dollmaker puis Universal Pictures en a produit une adaptation cinématographique.
Près de deux ans après la résolution de l'affaire Dollmaker et neuf mois après avoir commencé à travailler à la brigade criminelle, Harry Bosch découvre dans un égout le cadavre de Billy Meadows, un de ses anciens compagnons de guerre, rat des tunnels comme lui. Compte tenu de son passé militaire, Harry Bosch soupçonne que la mort de Billy Meadows pourrait être liée à un braquage de banque spectaculaire survenu neuf mois plus tôt, au cours duquel les voleurs ont creusé des tunnels. Le braquage de banque étant un crime fédéral aux États-Unis, l'inspecteur contacte le bureau du FBI à Los Angeles  où il rencontre l'agent spécial John Rourke et sa subordonnée, l'agent Eleanor Wish. Admettant que Harry Bosch pourrait avoir des informations utiles sur l'affaire, John Rourke l'invite à s'associer temporairement à Eleanor Wish. Ils commencent à enquêter ensemble et deviennent assez rapidement amants.
Harry Bosch et Eleanor Wish étudient le passé de Billy Meadows : il a séjourné en prison puis à la « Charlie Company », un foyer de transition pour vétérans traumatisés du Viêt Nam, dans lequel ont également séjourné deux anciens vétérans avec qui Billy Meadows avait travaillé à Saïgon. Les enquêteurs découvrent également un lien avec deux expatriés vietnamiens qui étaient hauts gradés dans la police à Saïgon, puis ont ensuite émigré aux États-Unis peu avant la fin de la guerre. Un agent du FBI informe Eleanor Wish qu'en échange de leur aide pendant la guerre, le gouvernement américain a aidé les policiers vietnamiens à convertir leurs biens en diamants (d'une valeur actuelle de plusieurs millions de dollars) et les a aidés à émigrer. Harry Bosch suppose que les diamants étaient conservés dans des coffres-forts dans au moins deux endroits différents, que le premier braquage était centré sur le vol du premier lot de diamants et que les voleurs doivent cibler maintenant le second.
L'agent spécial John Rourke met en place des unités de surveillance et des unités SWAT pour surveiller discrètement le bâtiment qui abrite le deuxième coffre-fort à Beverly Hills. Malheureusement, deux inspecteurs des Affaires intérieures qui suivaient Harry Bosch prennent la surveillance par ce dernier du bâtiment pour une complicité dans la préparation du vol et insistent pour ouvrir le coffre, interrompant ainsi les voleurs. L'un des inspecteurs est abattu et l'autre est grièvement blessé. Harry Bosch tire sur les voleurs, en touche un puis il les suit dans le tunnel qui aboutit dans la salle du coffre. Il est ensuite blessé par celui qui dirige les voleurs : John Rourke. Ce dernier, en tant que policier militaire au Viêt Nam, travaillait avec le gouvernement pour convertir les diamants et faciliter l'émigration. Billy Meadows a été tué parce qu'il n'a pas pu résister à la mise en gage d'un bracelet de jade volé lors du premier braquage. L'agent spécial Rourke s'apprête à tuer Harry Bosch lorsqu'il est abattu par Eleanor Wish qui vient d'arriver.
Pendant sa convalescence à l'hôpital, Harry Bosch se souvient que John Rourke lui a parlé de sa « part » du braquage, plus importante grâce à la mort de ses deux complices, mais il n'a pas dit qu'il gardait tout, laissant ainsi penser qu'il avait au moins un autre complice toujours en vie. Harry Bosch suspecte Eleanor Wish, qui lui avoue assez vite être le troisième complice. Elle lui raconte avoir toujours cru que son frère aîné avait été tué lors de guerre du Viêt Nam, jusqu'à ce que le Vietnam Veterans Memorial soit inauguré et qu'elle n'y trouve pas son nom. Ses parents refusant de lui dire la vérité, elle a mené une enquête et découvert qu'il était en rentré en vie aux États-Unis mais qu'il avait été tué quand il avait voulu garder pour lui les diamants qu'il avait accepté de transporté avec lui. Eleanor Wish ne voulait pas participer au braquage, mais seulement se venger de John Rourke et de ses complices. Quand elle a découvert que John Rourke travaillait également pour le FBI, elle a réussi à travailler avec lui et l'a ensuite subtilement influencé pour qu'il planifie le braquage.
Bien que l'inspecteur Bosch n'ait pas suffisamment de preuves pour faire condamner Eleanor Wish, il lui lance un ultimatum : se rendre et avouer, ou bien il partagera les détails des vols avec les deux Vietnamiens propriétaires des diamants, qui pourront alors s'en prendre à elle. Lorsqu'elle lui demande pourquoi, il répond que quelqu'un doit répondre de la mort de Sharkey, le jeune informateur qui a contribué à découverte du corps de Billy Meadows, mais qui a été tué par John Rourke quand Eleanor Wish l'a prévenu. Cette dernière accepte de se rendre.

## Personnages
- Hieronymus « Harry » Bosch : Inspecteur au LAPD à la Division des homicides à Hollywood, vétéran de la guerre du Vietnam

- Eleanor Wish : Agent spécial du FBI chargée de l’enquête sur un vol de banque

- Jerry Edgar: Collègue de Bosch au LAPD

- Lewis et Clarke : Inspecteur des affaires internes du LAPD chargés de surveiller Bosch

- Irvin Irving : Chef adjoint du LAPD

- Harvey "98" Pounds : Capitaine du commissariat d'Hollywood

- William Meadows : Ancien camarade de guerre de Bosch retrouvé mort dans une canalisation

- Johnny Fox : Suspect principal du vol de banque

- Sharkey : Jeune sans-abri

- Rourke : Supérieur d’Eleanor Wish au FBI

## Contexte et chronologie
Les Égouts de Los Angeles est le premier roman de Michael Connelly, publié en 1992. L’auteur, alors journaliste criminel au Los Angeles Times, s’est inspiré de ses années de couverture du LAPD pour concevoir le personnage de Harry Bosch.
Le passé de Bosch au Vietnam et son expérience dans les tunnels pendant la guerre font écho à la propre fascination de Connelly pour les « rats de tunnels », ces soldats spécialisés dans le combat souterrain. Il a découvert leur existence en regardant une interview télévisée de l’un d’eux, ce qui a inspiré l’intrigue centrale du roman.
C'est donc le premier roman de la série mettant en scène l’inspecteur Harry Bosch. Bosch est inspecteur à la Division des homicides du LAPD à Hollywood, ancien militaire vétéran du Vietnam ; il est assigné à une affaire mêlant trafic de drogues et tunnels d’évacuation souterrains de Los Angeles.
Au début de son enquête, Bosch est choisi par le FBI pour faire liaison sur un vol de banque conduit depuis les tunnels urbains. Grâce à son expérience de « rat de tunnel » durant la guerre, il est le seul capable de décrypter ce mode d’infiltration. Le roman explore dès ce premier opus les thèmes récurrents de Connelly : la justice, les zones grises du Département, et la loyauté envers les victimes.
Dans ce premier volume, Bosch est un inspecteur relativement jeune, récemment affecté à la division homicide après son passage par les forces spéciales. Il collabore avec l’agent du FBI Eleanor Wish, qui joue un rôle central dans l’intrigue, l’invitant à confronter ses propres idéaux face à la bureaucratie fédérale.
Bosch incarne déjà un détective solitaire, obstiné, fidèle à sa philosophie : « trouver la vérité, peu importe le prix ».

## Accueil critique
Dès sa publication, Les Égouts de Los Angeles a été salué par la critique comme une entrée remarquable dans la littérature policière américaine. La maîtrise narrative du roman est loué, de par sa précision de l’enquête et la force du personnage de Bosch, capable de transcender les clichés du genre policier classique tout en délivrant un récit captivant et authentique.
Son originalité est également mis en avant : un inspecteur ancien combattant, confronté à une criminalité souterraine sophistiquée que peu d’enquêteurs connaissent vraiment.

## Éditions imprimées
Édition originale américaine
- (en) Michael Connelly, The Black Echo, Boston, Little, Brown and Company, 1992, 375 p. (ISBN 978-0-31-615361-4)

Éditions françaises
- Michael Connelly (trad. de l'anglais américain par Jean Esch), Les Égouts de Los Angeles [« The Black Echo »], Paris, Éditions du Seuil, coll. « Seuil policiers », 1993, 362 p. (ISBN 2-02-014762-9)

Le roman à fait l'objet de cinq rééditions en France.

## Livre audio
La traduction française du roman (traduit de l'américain par Jean Esch) a fait l'objet en 2006 d'une édition sous forme de livre audio, avec une narration d'Éric Herson-Macarel, d'une durée de 14 heures 30 minutes.

## Adaptation télévisée
La saison 3 de la série Harry Bosch des Studios Amazon  est en partie librement adaptée de ce roman.

## Distinctions

### Prix
Le roman a été récompensé par deux prix littéraire:
- Prix Edgar-Allan-Poe 1993 du meilleur premier roman[8]
- Prix Calibre 38 1993

### Nominations
Il a également été nommé pour deux autres prix littéraire:
- Prix Anthony 1993 du meilleur premier roman[9]
- Prix Dilys 1993[10]